# Estación Miramar
La Estación Miramar es una estación de la línea de Tren Limache-Puerto. Está ubicada en la comuna de Viña del Mar, en el Gran Valparaíso, Chile, la estación está bajo el par vial Viana/Álvarez en la intersección con la calle Von Schroeders y el inicio de la subida Agua Santa.
En sus inmediaciones se encuentra la calle Valparaíso, el Instituto de Historia de la Pontificia Universidad Católica de Valparaíso, Caleta Abarca, el Reloj de Flores y Cerro Castillo (donde se encuentra el Palacio Presidencial de Cerro Castillo).

## Historia

### SigloXIX
La construcción del ferrocarril comenzó desde Valparaíso con dirección a Santiago, el tramo de la línea del tren entre estación Barón y El Salto ocurrió el 16 de septiembre de 1855.
La estación Miramar fue habilitada en 1886 tras la demolición de una parte del Cerro Castillo. El médico Teodoro von Schroeders adquirió, en 1880, unos terrenos costeros de la aldea de Viña del Mar, desde Caleta Abarca hasta la calle Traslaviña, para la construcción de los baños terapéuticos de mar Miramar, que fueron inaugurados en 1884. Para el acceso a los baños von Schroeder hizo dinamitar parte del cerro Castillo para la habilitación de un camino a los baños, luego denominada calle von Schroeders, y la construcción de la estación Miramar, que fue inaugurada en 1886 como parte de la red del ferrocarril de Valparaíso a Santiago.
En las proximidades de la estación, específicamente en Caleta Abarca, se encontraba la Sociedad de Maestranzas y Galvanización, cuyos talleres comenzaron a operar en 1863, coincidiendo con la inauguración del servicio ferroviario entre Valparaíso y Santiago. Estas instalaciones, conectadas a la vía central, desempeñaron un rol clave en la fabricación y mantenimiento de locomotoras y vagones tanto de pasajeros como de carga. Además, se encargaron de la construcción de grúas y puentes ferroviarios para la Empresa de los Ferrocarriles del Estado. La compañía, dirigida por Richard Lever, llegó a consolidarse bajo la denominación Lever, Murphy & Co., convirtiéndose en la firma más importante de su época en la construcción de obras públicas en Chile.

### SigloXX
La estación estaba rodeada por una tienda denominada El gato calzado, que posteriormente se transformó en el almacén La Llapa. El terreno fue vendido en 1978 para la construcción de un edificio de departamentos.

### SigloXXI

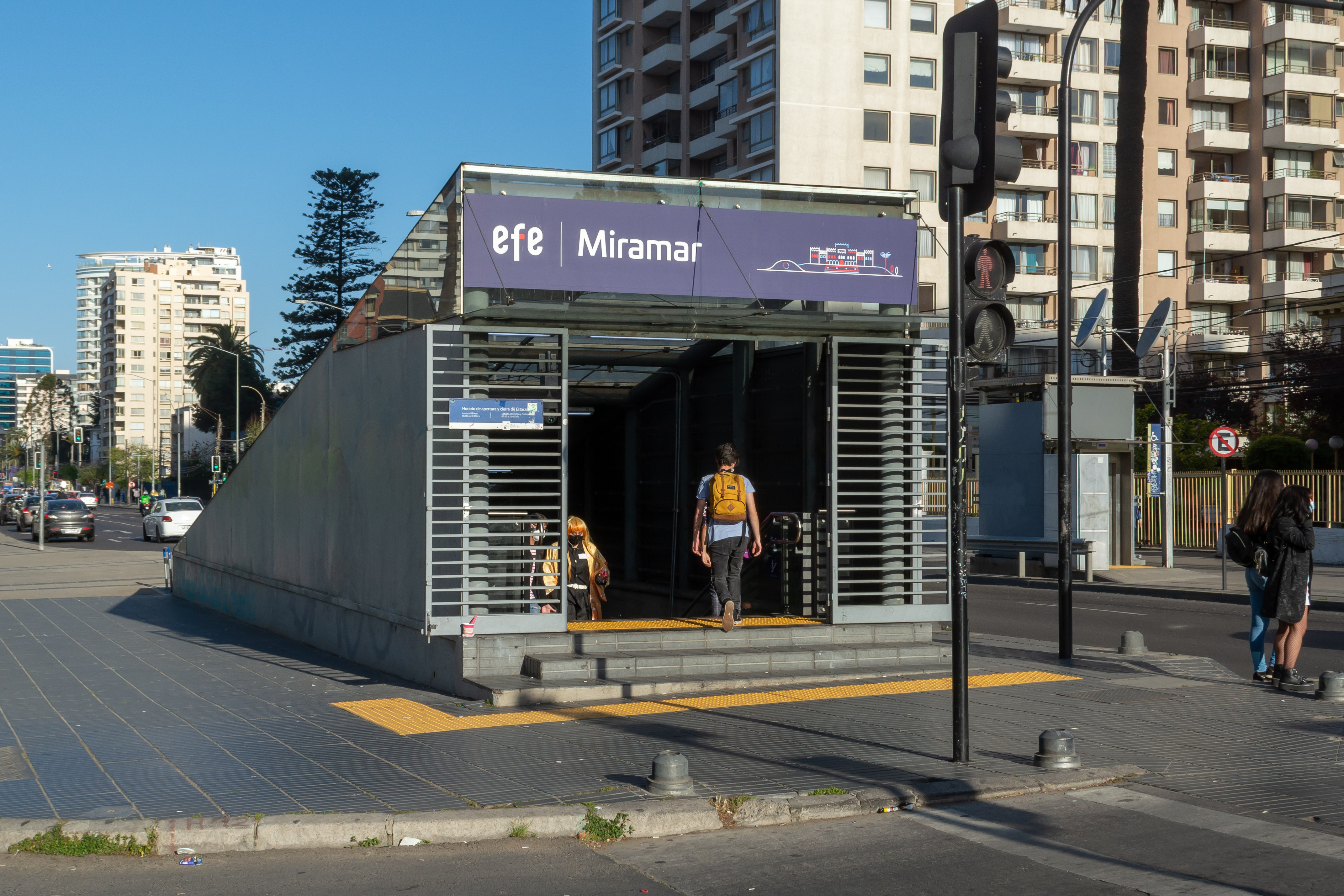
Acceso a la estación.

La estación Miramar permaneció en operación hasta 2002, cuando se iniciaron los trabajos de soterramiento de la vía férrea en el tramo entre Viña del Mar y Valparaíso.
Con la construcción del nuevo sistema de transporte Tren Limache-Puerto, se demolió la infraestructura de pasajeros que existía previamente, para dar espacio a la construcción de una nueva estación de mesanina y andenes subterráneos, siendo inaugurada el 23 de noviembre de 2005.

## Infraestructura

### Arte
La estación cuenta con unos murales pintados por el artista Daniel Marceli; la obra se compone de cuatro ballenas de tamaño real, inspirandose en el Trempulcahue, parte de la mitología lafquenche.